# Walter Remmer
Walter Remmer (* 21. März 1887; † 1973) war ein deutscher Theaterschauspieler. Er galt als komödiantisches Original, der häufig die volkstümlich-drastische Typenkomik verkörperte.

## Leben

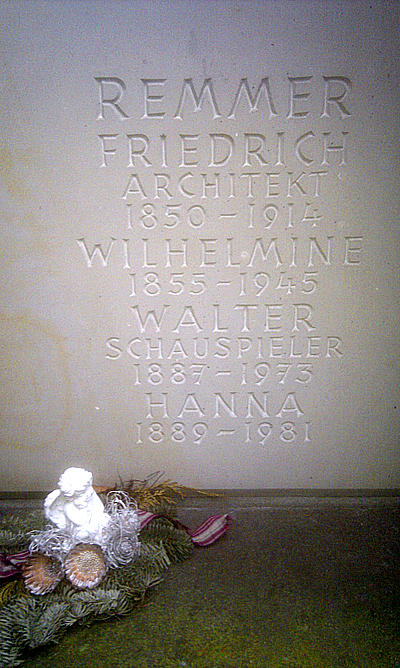
Grabstein am Familiengrab Remmers auf dem Neuen St.-Nikolai-Friedhof

Walter Remmer war der Sohn des Architekten und hannoverschen Bürgervorstehers Friedrich Remmer. Er besuchte das Realgymnasium in Hannover, in dessen Aula er Jahrzehnte später seine Reihe „Heitere Abende“ darbot, aus denen er sowohl seine „Lustigen Remmer-Abende“ wie auch die nach dem Dichter Wilhelm Busch benannten Wilhelm-Busch-Abende entwickelte, mit denen er deutschlandweit auftrat.
Erstmals 1907 trat Remmer am Theater auf. Nach Engagements in Bielefeld und Eisenach-Mühlhausen/Thüringen kehrte er in seine Heimatstadt zurück, wo er schon 1914 als jugendlicher Komiker auftrat in der er vor allem in Lustspielen, Schwänken und im Operettenfach rasch als Publikumsliebling galt. Er spielte wechselnd mal im Residenztheater und dem Deutschen Theater, in der Schauburg und in den „Mellini“-Operetten unter Anton Lölgen. Zugstücke jener Zeit nannten sich „Spanische Fliege“, „Husarenfieber“, „Jettchen Gebert“, „Selige Exzellenz“, „Jonys Busenfreund“, „Rositas dunkler Punkt“, „So’n Windhund“ oder „Puppchen“. Als Rolle seines Lebens galt jedoch die Besetzung in Charleys Tante.
Weitere bekannte Rollen Remmers waren beispielsweise der Junker Bleichenwang in Was ihr wollt oder der Hofmarschall von Kalb in Kabale und Liebe. Zu seinem Repertoire zählten zudem Werke von Rudolf Presber, Manfred Kyber, Münchhausen sowie eigene Dialekt-Parodien.
Das Universal-Filmlexikon von 1933 verzeichnete den Wohnsitz von Walter Remmer im Haus Marschnerstraße 7 in Hannover.
In der Nachkriegszeit spielte Remmer einige Jahre auf der Bühne des Thalia-Theaters in der Hanomag.
Walter Remmer erlag im Alter von 86 Lebensjahren einer schweren Krankheit.